# Tweng
Tweng osztrák község Salzburg tartomány Tamswegi járásában. 2019 januárjában 265 lakosa volt. 

## Elhelyezkedése

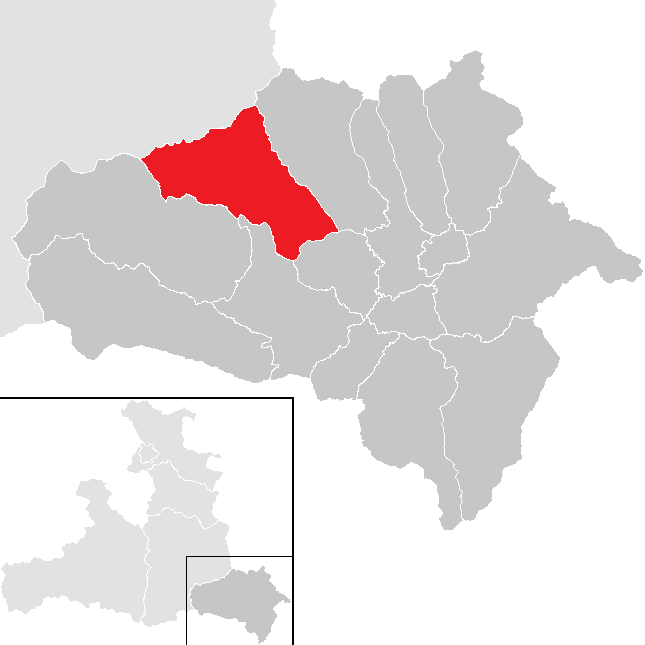
Tweng a Tamswegi járásban

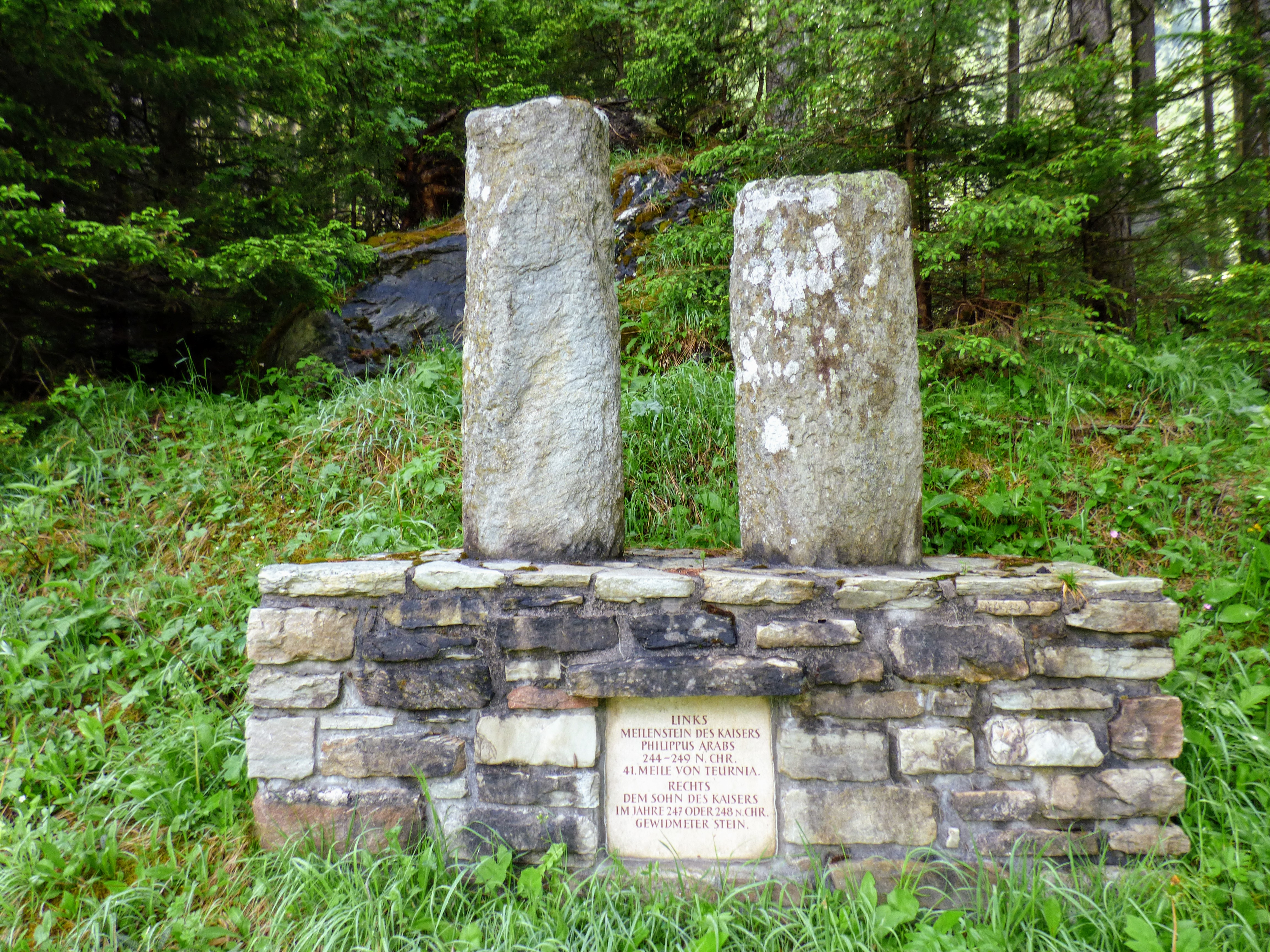
Római mérföldkövek

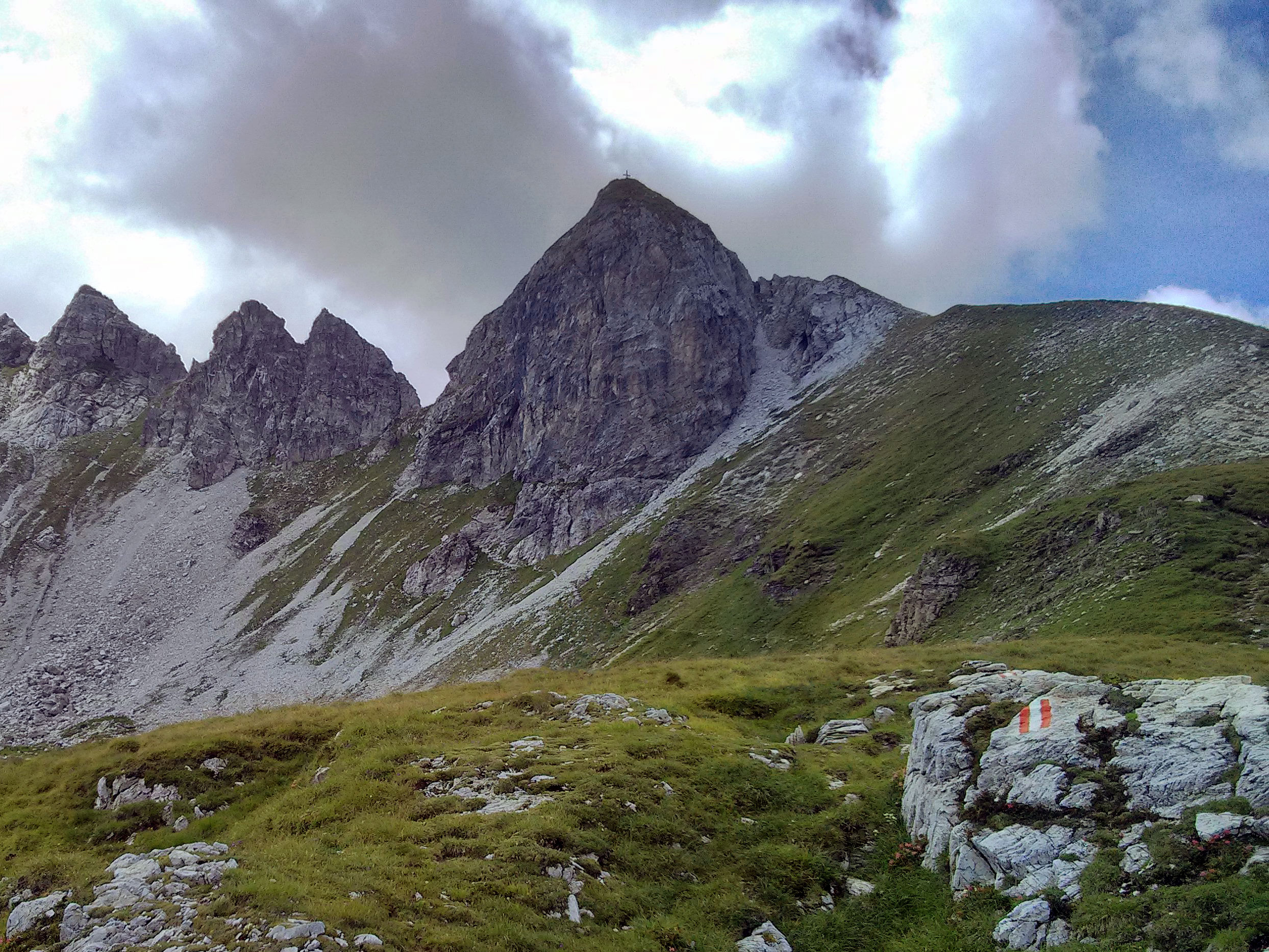
A Gamsspitzl

Tweng Salzburg tartomány Lungau régiójában, a Radstadti-Tauern hegységben, a Taurach folyó mentén fekszik. Legmagasabb hegyei a   Weißeneck (2562 m), a Großes Gurpitscheck (2528 m) és a Karneitschenhöhe (2181 m). Az önkormányzat egyetlen településből áll.
A környező önkormányzatok: keletre Weißpriach, délkeletre Mauterndorf, délre Sankt Michael im Lungau, délnyugatra Zederhaus, északnyugatra Flachau, északra Untertauern.

## Története
Tweng templomát 1705-ben szentelték fel; a plébánia 1727-ben épült. Iskoláját 1802-ben nyitották meg. 1921-ben a templom, a posta és számos más épület is egy tűzvésznek esett áldozatául. Az önkéntes tűzoltóosztagot négy évvel később alapították meg. 

## Lakosság
A twengi önkormányzat területén 2019 januárjában 265 fő élt. A lakosságszám a csúcspontját 2001-ben érte el 310 fővel, azóta csökkenés tapasztalható. 2017-ben a helybeliek 81,2%-a volt osztrák állampolgár; a külföldiek közül 3,1% a régi (2004 előtti), 11,2% az új EU-tagállamokból érkezett. 3,1% a volt Jugoszlávia (Szlovénia és Horvátország nélkül) vagy Törökország, 1,5% egyéb országok polgára volt. 2001-ben a lakosok 80%-a római katolikusnak, 7,1% evangélikusnak, 11% pedig felekezeten kívülinek vallotta magát. Ugyanekkor a legnagyobb nemzetiségi csoportokat a német (89,4%) mellett a horvátok (4,5%), a szerbek (1,3%) és a csehek (1%) alkották.
A lakosság számának változása:

| 2016 | 282 |
| 2018 | 276 |

## Látnivalók
- a Szent kereszt-plébániatemplom
- római mérföldkövek

## Fordítás
- Ez a szócikk részben vagy egészben  a   Tweng című német Wikipédia-szócikk ezen változatának fordításán alapul.  Az eredeti cikk szerkesztőit annak laptörténete sorolja fel. Ez a jelzés csupán a megfogalmazás eredetét és a szerzői jogokat jelzi, nem szolgál a cikkben szereplő információk forrásmegjelöléseként.